# Golyšmanovo
Golyšmanovo (in russo Голышманово?) è un insediamento di tipo urbano della Russia asiatica, centro amministrativo del Golyšmanovskij rajon dell'oblast' di Tjumen'.
L'insediamento si trova 225 chilometri a est di Tjumen'.